# Athenaios
Athenaios (grekiska Ἀθήναιος Athenaios) var en grekisk författare från Naukratis i Egypten, verksam under 100-talet (död troligtvis i början av 200-talet). Han är framför allt känd för sin sammanställning Deipnosophistae.

## Biografi
Om Athenaios liv är mycket litet känt. Enligt Suda var han från Naukratis och levde på Marcus Aurelius tid. Dock tyder ett negativt omnämnande av efterträdaren Commodus på att han överlevde dennes regeringstid.
Det är främst genom hans egna utsagor i de bevarade texterna som något kan sägas om honom. Åtminstone två verk han författat har gått helt förlorade, och det är dialogen Deipnosophistae som är bäst bevarad. Utan denna hade mycket information om antiken saknats, och flera grekiska författare från antiken hade varit bortglömda. Del XII och XIII är en viktig källa till sexualiteten under hellenismen.

## Deipnosophistae

Deipnosophistae, 1535

Deipnosophistae tillkom troligen i Rom. Boken handlar om tre gästabud i författarens hem i Larensius och de dialoger som utspelas då. Författaren utger sig för att vara förmögen, konstmecenat och högutbildad. Gästerna är 29 stycken. Bland dessa finns Galenos, Ulpianus och Plutarkos, men dessa skall troligen ses som fiktiva. Om Ulpianus skall vara den berömde juristen, måste verket ha tillkommit efter dennes död 228, men i verkligheten mördades han av pretorianer medan han i boken dör en naturlig död.
Gästerna diskuterar omkring 300 författare och omkring 2500 olika skrifter. Mat, vin, lyx, musik, sexualmoral, litterärt skvaller, filologi är andra större samtalsämnen, liksom historien bakom flera konstverk, såsom Venus Kallipygos förmedlas också på dess sidor.
Deipnosophistae är en viktig källa till antikens matrecept. Den citerar originaltexten i den numera förlorade kokboken av  Mithaecus, som är den äldsta grekiska och den äldsta på alla språk där kokboksförfattaren är angiven. Även många andra kokböcker citeras och omtalas.
Bortsett från dess huvudtema, ger boken därtill en ovanligt klar bild av pederasti under senhellenismen. Bok XII och XIII innehåller mycket information för den som vill studera homosexualitet under Romarriket.
Ursprungligen bestod Deipnosophistae av femton böcker. Den finns bevarad som ett manuskript, i vilken den första och andra boken alltid varit förlorade, likväl som enstaka sidor.